# 曼努埃尔·恩里克·阿劳霍
曼努埃尔·恩里克·阿劳霍（西班牙語：Manuel Enrique Araujo，1865年—1913年2月9日），1911年3月1日至1913年2月8日任萨尔瓦多总统。

## 生平
他是巴斯克人后裔，毕业于萨尔瓦多大学药学系，曾经在欧洲留学，归国后，曾于1907年至1911年担任费尔南多·菲格罗阿的副总统，1911年当选为总统。
在任期间，在西班牙国民警卫队的帮助下，萨尔瓦多建立了一支国民警卫队，以维持全国的治安。与此同时，圣萨尔瓦多市内建立了一座国家大剧院。除此之外，在1912年，萨尔瓦多现行的国旗和国徽被确立。
上台之初，薩爾瓦多的財務狀況令人遺憾，因此，阿勞霍承擔了通過各種措施重組國庫的任務，包括取消不必要的公職，修改部分合同。儘管他本人是咖啡種植者，但咖啡稅仍在增加。該稅包括對每公擔出口的咖啡徵收30美分的稅；此外，進口商品還增加了14％。阿勞霍設法使政府付款正常化，僱用了新人員，該國的信貸得以收回。因此，本國和外國銀行家向他提供了貸款，但阿勞霍拒絕了這些貸款。
除了改善公共財政狀況，阿勞霍在總統任期內還建成了許多重要的公共工程，其中包括聖米格爾至拉烏尼翁的鐵路，並且設立了特里溫福港。在農業領域，他創建了新的主管部門加以規範農業生產。在國際關係上，薩爾瓦多基本上能保持與鄰國的友好關係。作為一個自由主義者，他認為中美洲聯邦應該重啓。
阿勞霍亦非常不滿美國對拉丁美洲的干涉。他曾向美國總統威廉·塔夫脫寫了一封抗議信，以抗議他干涉尼加拉瓜的政治事務。
在教育領域，他為大學的優秀學生設立了獎學金，其中許多人被派往美國和歐洲國家留學。在他任內，薩爾瓦多還建造了一所師範學校。
1913年2月9日，他在首都圣萨尔瓦多的玻利瓦尔公园被三名農民用开山刀擊，伤重不治。刺客随即受到军事法庭审判并被判处死刑。
他的远亲阿图罗·阿劳霍曾于1931年3月至12月担任萨尔瓦多总统。